# Niederhaus (Lindau)
Niederhaus (mundartlich: im Nidərhaus) ist ein Gemeindeteil der bayerisch-schwäbischen Großen Kreisstadt Lindau (Bodensee).

## Geografie
Das Dorf liegt nördlich der Kernstadt Lindau. Im Norden grenzt der Ort an das Dorf Rehlings. Südlich des Orts befindet sich die Bundesstraße 12 sowie die Bundesstraße 31.

## Geschichte
Niederhaus wurde erstmals im Jahr 1396 als Nidernhus urkundlich erwähnt. Im Jahr 1643 wurden drei Höfe im Ort gezählt.  Niederhaus wurde am 1. Februar 1922 mit der Gemeinde Reutin nach Lindau eingemeindet.

## Verkehr
Niederhaus ist im ÖPNV durch den Stadtbus Lindau erschlossen.